# François Paris
Pour les articles homonymes, voir Paris (homonymie).
Ne doit pas être confondu avec François de Pâris.
François Paris est un compositeur français de musique classique, né le 28 octobre 1961 à Valenciennes.

## Biographie
Il étudie au conservatoire de Versailles puis au conservatoire de Paris avec Ivo Malec, Betsy Jolas  pour l'analyse et Gérard Grisey pour la composition et la direction d'orchestre. François Paris a reçu le prix du Concours international de Composition.  Il reçoit des commandes de diverses institutions (Ircam, Itinéraire, Radio-France, Nuova Arca, «La filature» de Mulhouse,,,.

## Œuvres

### Opéra
- Maria Republica, d'après le roman éponyme de Agustín Gómez-Arcos, 2016[5]

### Musique orchestrale
- La Chair de l'aube, pour grand orchestre et électronique, 1992
- Le vingt-cinquième prélude, pour grand orchestre, 1998

### Musique concertante
- L'Empreinte du cygne, double concerto pour violoncelle, piano et orchestre, 1997-1998

### Musique vocale
- Murs, pour quatre voix et orchestre de chambre, 1993
- Les Confessions silencieuses, pour ensemble vocal, deux claviers, harpe et électroacoustique, 1995–1996
- Drei Handspiele pour six voix mixtes, 2004
- Éléments de vocabulaire pour dire, peut-être, quelque chose de simple et de doux, pour douze voix mixtes, 2007

### Musique de chambre
- Douze préludes pour quatre pianos imaginaires, 1995
- L'octobre seul, pour quintette, 1991
- La vague en son écrin, trio de flûtes à bec, 1994
- Oxymore, solo pour deux percussionnistes, 1994
- Tic-tac parc, musica per il parco Val Grande, 1997
- Soleado, pour quatuor à cordes, 2002
- Sisco Trio, pour soprano, flûte et clarinette, 2011

### Musique pour instrument solo
- Lecture d'une vague, «Prélude des Champs de l'ombre blanche», pour flûte et bande, 1992
- Roque, pour violoncelle, 1990
- Sombra, pour violon, 1999
- Pour Florian, pour violoncelle, 2010

### Musique pour ensemble
- Les Champs de l'ombre blanche, cycle de 5 pièces pour ensemble instrumental avec ou sans voix, 1992
- Sur la Nuque de la mer étoilée, pour sept instrumentistes, 1993-1994[6]
- A propos de Nice, pour ensemble instrumental, musique de film, 2005
- Senza, pour six percussions, 2005
- Les arpenteurs, pour six percussions, sept danseurs et électronique, musique pour ballet, 2007
- Settembre pour ensemble instrumental, 2009
- Rosa, pour trois voix, ensemble instrumental et électronique, 2013